# Teatro Gaiety (Dublín)

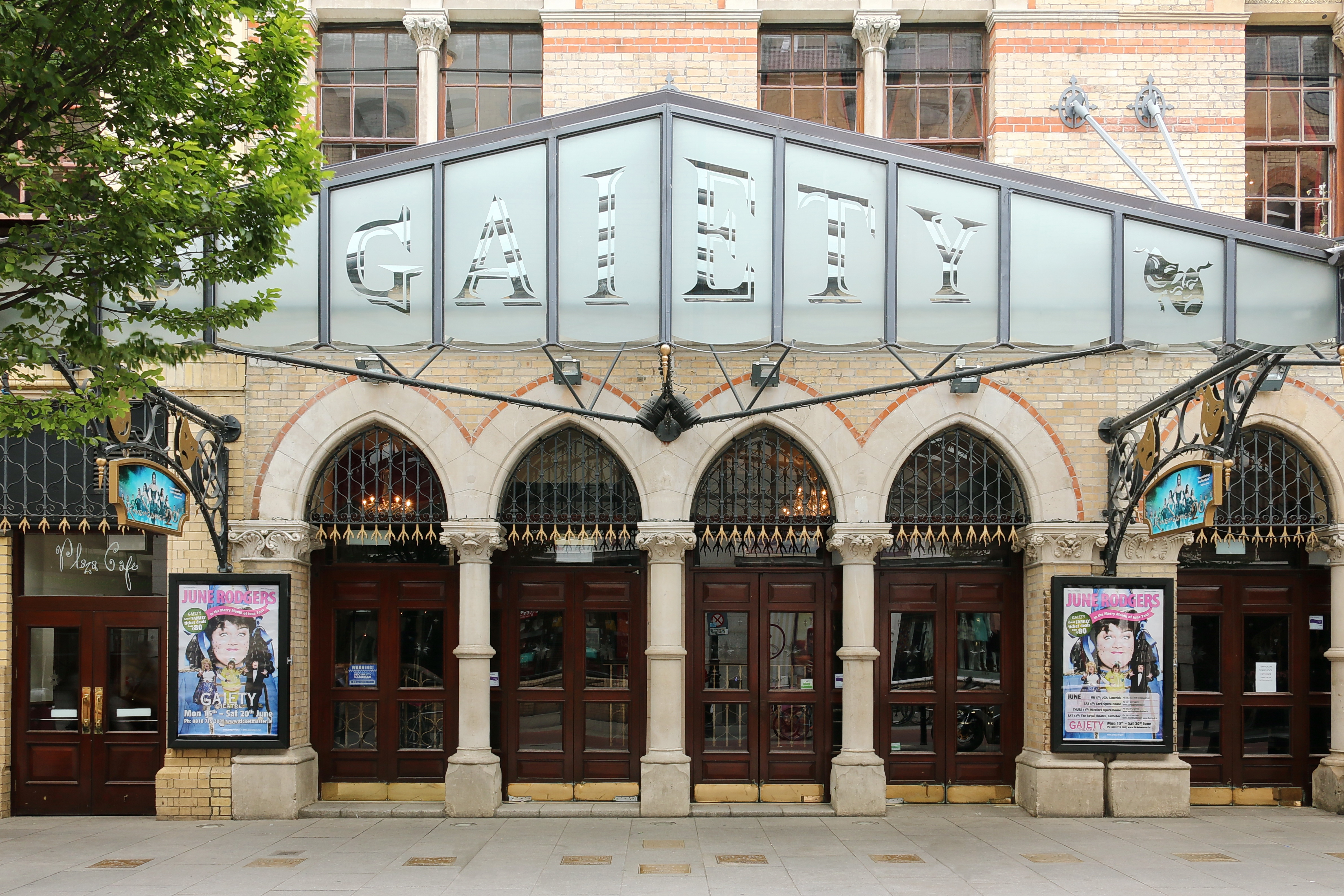
Teatro Gaiety

El Teatro Gaiety es un teatro ubicado en la ciudad irlandesa de Dublín, junto a Grafton Street. Se especializa en producciones operísticas y musicales, con espectáculos dramáticos ocasionales.
Establecido en 1871, The Gaiety es conocido por su pantomima navideña anual y ha presentado una pantomima todos los años desde 1874, aunque no fue posible la producción en 2020 debido a la pandemia de COVID-19.
Los artistas y dramaturgos asociados con el teatro han sido homenajeados con huellas de manos fundidas en bronce y colocadas en el pavimento debajo del dosel del teatro. Entre los artistas cuyas huellas de manos están allí están Luciano Pavarotti y Brian Friel.
Además, el teatro acogió el Festival de la Canción de Eurovisión de 1971, el primero que se celebró en Irlanda.